# Мікрорегіон Серрана-дус-Кіломбус

Мікрорегіон Серрана-дус-Кіломбус (порт. Microrregião Serrana dos Quilombos) — мікрорегіон в Бразилії, входить в штат Алагоас. Складова частина мезорегіону Схід штату Алагоас. Мікрорегіон утворюють сім муніципальних утворень, найбільш густонаселеним з яких є Уніан-дус-Палмаріс.

## Склад мікрорегіону
До складу мікрорегіону включені наступні муніципалітети:
1. Шан-Прета
2. Ібатегуара
3. Піндоба
4. Сантана-ду-Мундау
5. Сан-Жозе-да-Лажи
6. Уніан-дус-Палмаріс
7. Вісоза

| Бразилія | Це незавершена стаття з географії Бразилії. Ви можете допомогти проєкту, виправивши або дописавши її. |